# Гиносян, Гагик Мартиросович
Га́гик Мартиро́сович Гинося́н (арм. Գագիկ Մարտիրոսի Գինոսյան; 3 августа 1966, Ахалцихе, Грузинская ССР, СССР — 6 февраля 2024) — армянский хореограф, специалист по этнографическим танцам, общественный деятель, кибернетик, участник арцахской войны. Заслуженный деятель культуры Республики Армения (2011).

## Биография

### Образование
Гагик Гиносян родился 3 августа 1966 года в городе Ахалцихе Грузинской ССР. В 1972—1982 годах учился в армянской средней школе № 3 города Ахалцихе. В 1982—1983 годах работал разнорабочим в мобильной механизированной колонне Ахалцихе. В том же году он поступил на отделение «Автоматики и телемеханики» факультета «Техническая кибернетика» Ереванского политехнического института и окончил его в 1990 году.
Много лет танцевал в этнографических танцевальных ансамблях «Ван» и «Акунк». Занимался деятельностью по изучению и сохранению армянских народных танцев. Он основал традиционный песенно-танцевальный ансамбль «Карин».
В 1996 году окончил высшие офицерские курсы «Выстрел» имени Маршала Советского Союза Шапошникова, получив квалификацию «Командир полка и бригады».

### Арцахская война
В 1985—1987 годах служил в армии СССР, проходя службу в городе Чита Забайкальского края.
Участвовал в арцахской войне. Был бойцом отряда «армия освобождения» под командованием Леонида Азгалдяна, затем в августе 1992 года был включен в состав батальона специального назначения «Арцив».
Участвовал в освободительных боях Мартакерта, Аскерана, Мартуни, Бердзора, Карвачара.

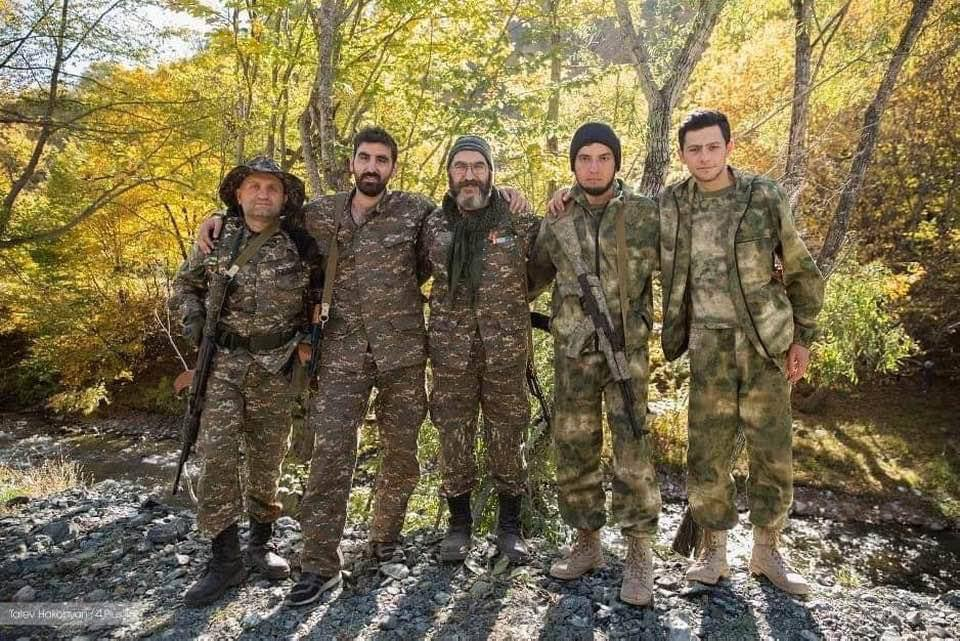
Гагик Гиносян в составе добровольческого горнострелкового батальона VOMA, 2020 год

Принимал активное участие в боевых действиях в 2020 году в Арцахе в составе добровольческого горнострелкового батальона VOMA.

### Вооружённые Силы РА
После заключения перемирия с 1994 года служил в ВС РА в звании офицера.
В 1994—1996 годах служил в батальоне специального назначения ВС РА. В 1995—1996 годах учился и окончил Военную академию имени маршала Шапошникова в Москве, получив квалификацию командира полка и бригады. В 1996 году был демобилизован из ВС РА.
В 2001—2008 годах работал в средней школе № 131 имени Пейо Яворова в должности военрука.

### Родословная
Гагик Гиносян родом из небольшого городка Ехегис (в турецком произношении: Илижан), расположенного в нескольких километрах к северо-западу от города Карин (современное название — Эрзурум), где обосновалась семья Гиносянов.
Армяне, помогавшие русским во время войны, мигрировали из окрестностей Карина в Восточную Армению. Бывшие жители Илижана, в том числе род Гиносянов, поселились в селе Цугрут в окрестностях города Ахалцихе.
Г. Гиносян писал о своём происхождении так:
Давайте знакомиться… Я потомок рода Каринцев,
Моя фамилия — это генеалогическое древо, а мое имя — это новый пароль.
Все остальное пусть каждый откроет для себя сам.
Для одного недосягаемая вершина, для другого ужасная бездна…

## Работа
В 1996—1999 годах работал директором ереванского офиса гюмрийской телерадиокомпании «Шант». Он основал и руководил традиционным песенно-танцевальным ансамблем «Карин».

## Культурная деятельность

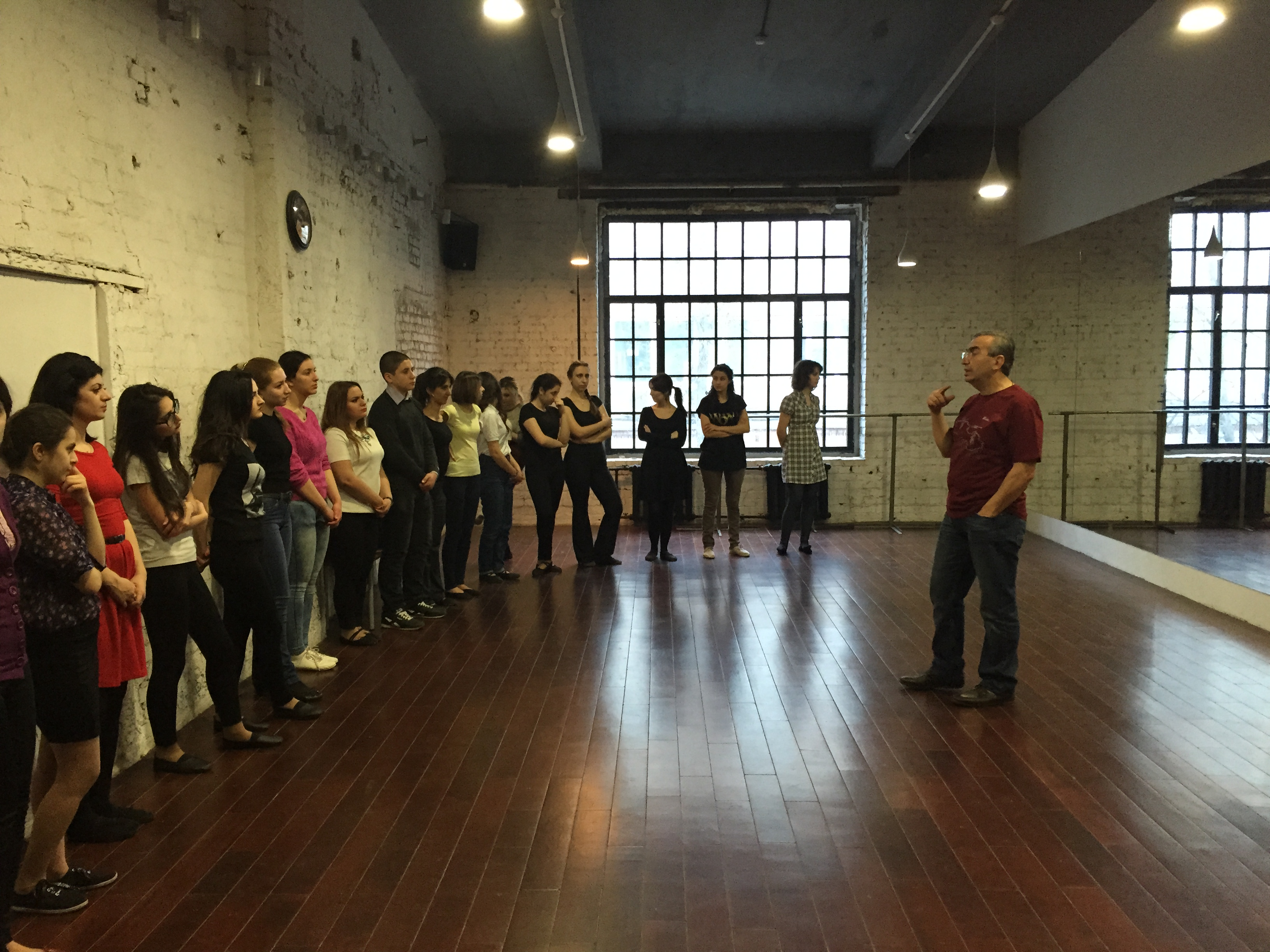
Гагик Гиносян проводит мастер-класс по армянским национальным танцам, 2015 год

### Традиционная песня и танец

#### «Ван» и «Акунк»
Гагик Гиносян начал танцевать в 1987 году в группе этнических танцев «Ван», созданной Айриком Мурадяном. В 1987—2001 годах в рамках концертных программ групп «Ван», «Андок», «Акунк» участвовал в ряде зарубежных гастролей и стал лауреатом 4 различных международных фестивалей: с 1996 года на третьем международном фестивале в Ликате, Италия, и на фестивале в Пьетраперции, на пятом международном фестивале «Каталина» в 1999 г. в Яссы, Румыния и на втором международном фестивале, проводимом в городе Карловац, Хорватия, под эгидой ЮНЕСКО.

#### «Цовак» и «Карин»
В 2001 году Гагик Гиносян основал традиционные песенно-танцевальные коллективы «Цовак» и «Карин».
В 2011 году «Карин» в постановке Гагика Гиносяна, представлявшая Республику Армения на 14-м Всемирном конкурсе-фестивале национальных танцев, проводимом с 1985 года в Испании, заняла первое место в танцевальной номинации, а в номинации музыкальное сопровождение получила третье место. За эти заслуги министерство культуры РА наградило Г. Гиносяна золотой медалью «за значительный вклад в развитие и распространение национального танцевального искусства».
В 2012 году вместе с детско-юношеским традиционным песенно-танцевальным ансамблем «Цовак» занял 3-е место на международном детско-юношеском конкурсе традиционных танцев, организованном президентом Туркменистана.
С 2005 года в последнюю пятницу каждого месяца Гагик Гиносян вместе с танцорами ансамбля Карин проводил открытые уроки армянских национальных танцев в центре Еревана, в которых принимали участие местные жители и гости города. Летом уроки проводились возле комплекса Каскад, чтобы привлечь больше людей, а в зимнее время в закрытом помещении культурного центра Нарекаци.

## Исследования

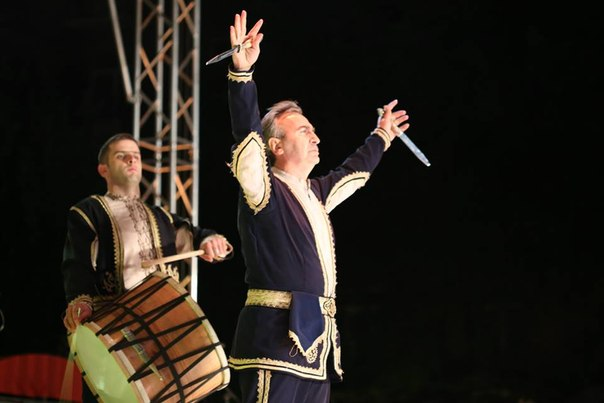
Танец с кинжалами «Чалме Данге» в исполнении ансамбля Карин

Много лет обучаясь у Айрика Мурадяна, Гагик Гиносян ощущал практически полное отсутствие этнографических танцев разных регионов, где проживали армяне, особенно Карно, Ахалцихе, Ахалкалаки. Эта забота была у Гагика ещё со студенческих лет, что нашло своё выражение в одном из его стихотворений в прозе.
Я боюсь, очень боюсь, что танец вдруг станет грабаром.
Изучая наследие Комитаса, этнографа Србуи Лисицян, хореографа Ваграма Аристакесяна, он захотел заняться фольклорной работой. Гиносян, посещая многие деревни, записывает описания многих танцев. Объездив места компактного проживания армян, он выискивал стариков, которые с удовольствием демонстрировали свои познания в танцах. Благодаря отснятым видеоматериалам, ему удалось сохранить 36 традиционных танцев, первым исполнителем которых стала группа «Карин».
Список танцев, восстановленных Гагиком Гиносяном:
1. Королевский говенд (арм. Թագվորի գյովընդ)
2. Мандр вервери (арм. Մանդր վերվերի)
3. Карно Кочари (арм. Կարնո քոչարի)
4. Схерди Кочари (арм. Սղերդի քոչարի)
5. Кочари бедняка (арм. Աղքըտի քոչարի)
6. Мшо Кочари (арм. Մշո քոչարի)
7. Мацун (арм. Մածուն եմ դրել վեր դարում)
8. Шавали (арм. Շավալի)
9. Хош Билязик (арм. Խոշ բիլազիկ)
10. Мининдур (арм. Մինինդուր)
11. Булул (арм. Բուլուլ)
12. Пудуди (арм. Պուդուդի)
13. Джамбар ами (арм. Ջամբար ամի)
14. Три ноги (арм. Երեք ոտք)
15. Амшенский тртрук (арм. Համշենի թռթռուկ)
16. Чалм Данг (арм. Չալմը դանգը)
17. Тамзара, версия Карно (арм. Թամզարա, Կարնո տարբերակը)
18. Тамзара, версия Арабкири Наре арм. Թամզարա, Արաբկիրի Նարե-ի ուսերով տարբերակը)
19. Позаре (арм. Պոզարե)
20. Шарани (арм. Շարանի)
21. Эчмиадзин (арм. Էջմիածին)
22. Божественный танец арм. Աստվածածնա պար)
23. Эрзурумский шорор (арм. Էրզրումի շորոր)
24. Фнджан (арм. Ֆնջան)
25. Комитаси шорор (арм. Կոմիտասի շորոր)
26. Назад и вперёд (арм. Ետ ու առաջ)
27. Обратный танец (арм. Թարս պար)
28. Версия Горани (арм. Գորանի-ի մի տարբերակը)
29. Танец ванских рыбаков (арм. Վանա ձկնորս)
30. Чочк (арм. Ճոճք)
31. Дабки (арм. Դաբկի)
32. Мусалерская версия Лорке (арм. Լորկե-ի Մուսալեռան տարբերակը)
33. Срабар (арм. Սրաբար)
34. Вариант Лачина (арм. Լաչին-ի մի տարբերակը)
35. Акар-Макар (арм. Ակար-Մակար)
36. Танец лаз (арм. Լազ պար)

## Программа для системы записи танцев «Какавагир»

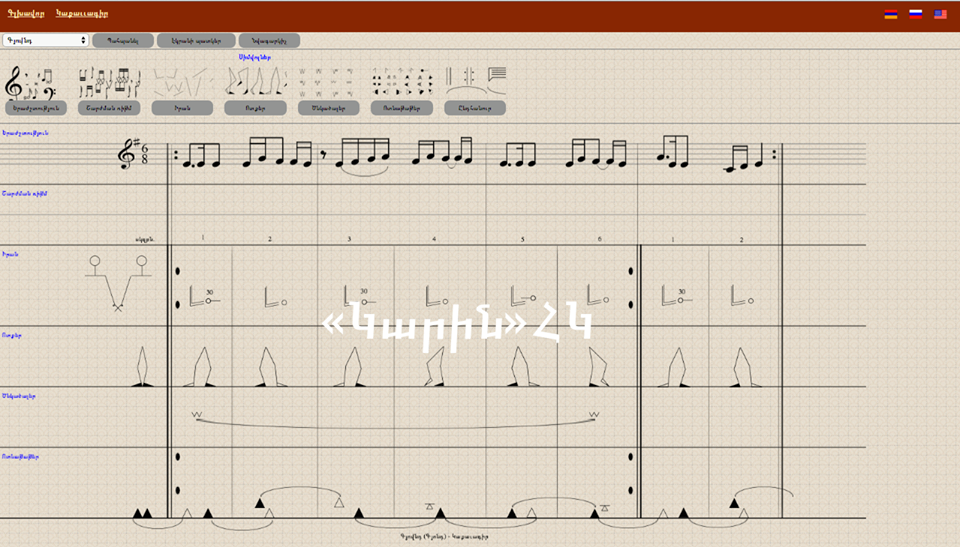
Программа системы записи танцев «Какавагир»

В 2013—2014 годах Гагик Гиносян совместно с компанией Instigate создал компьютерную программу (систему регистрации движений) Какавагир, созданную Србуи Лисицян ещё в 1940-х годах.

## Театрализованное представление этнографии
В 2007 году он основал «Театр этнографии» и совместно с традиционным песенно-танцевальным ансамблем «Карин», которым он руководил, и поставил 3 написанных им спектакля: «Отец армянской песни», «Ханкахот Ергир» и «Варк армяне», посвящённые Айрику Мурадяну, которые были поставлены в 2009 году при поддержке министерства культуры РА. В 2014 году Гагик Гиносян поставил авторский спектакль «Крестовый поход».

## Наследие

### Образовательный фонд
В 2010 году, став экспертом армянского образовательного фонда традиционного танца «Ай Аспет», он выпустил первую оцифрованную хореографию армянского танца в формате DVD.
Он является соавтором системы записи движений танцев Србуи Лисицян компьютерной программы «Какавагир» (2014), созданной компанией Instigate.

### Министерство образования и науки РА
Является хореографом Центра культуры Министерства образования и науки РА.
По случаю 20-летия независимости Армении указом Президента Республики Армения ему было присвоено звание Заслуженного деятеля культуры Республики Армения.
Является автором предметной программы «Национальная песня и танец» по внедрению национального танца в систему народного образования РА (2014 г.).

### Образовательно-культурный фонд «Национальная академия песни и танца»
Подчеркивая важность возвращения традиционных песен и танцев в повседневную жизнь, включения их в живую культуру путем сохранения, обработки и популяризации, а также способствуя развитию национального самосознания, образовательный фонд «Айб» и Гагик Гиносян основали образовательно-культурный фонд «Национальная академия песни и танца». Он занимался сохранением традиционных песен и танцев, научными исследованиями, популяризацией, разработкой образовательных программ и преподаванием танцев․

## Творчество
В 2006 году вышла в свет первая книга Г. Гиносяна «Здравствуйте, ребята», в которую вошли стихи автора в прозе, афоризмы, а также статьи и материалы об арцахской войне.

## Награды и премии
- 1997 — памятная медаль «Арцив Махапартнер» указом министра обороны РА Вазгена Саркисяна.
- 1998 — указом президента РА Роберта Кочаряна РА медаль «Мужество».
- 2000 — 1-я премия Республиканского литературного конкурса имени Исаакяна.
- 2005 — памятная медаль «Хранитель Земли Армении».
- 2007 — медаль «Вазген Саркисян» союза смертников «Арцив».
- 2007 — орден «За заслуги перед Отечеством».
- 2008 — медаль Министерства обороны РА «Вазген Саргсян».
- 2011 — заслуженный деятель культуры Республики Армения.[14]
- 2011 — высшая золотая медаль Министерства культуры РА.
- 2012 — медаль «Боевая служба».
- 2012 — медаль «Гарегин Нжде»
- 2012 — юбилейная медаль Министерства обороны РА «20 лет Вооружённым Силам Республики Армения».
- 2013 — медаль «Заслуженный деятель культуры Еревана».
- 2015 — медаль «Благодарность».